# Franco Luambo

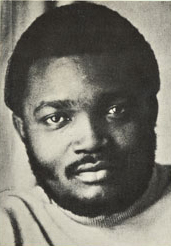
Franco Luambo

Franco Luambo Makiadi (* 6. Juli 1938 in Sona Bata, Zentral-Kongo als L'Okanga Landju Pene Luambo Makiadi oder François Luambo Makiadi; † 12. Oktober 1989 in Brüssel) war ein bekannter Sänger, Gitarrist und Bandleader aus Kongo-Zaire.

## Leben und Wirken
Franco (wie er zumeist ohne Nachnamen genannt wurde) wurde ab dem 12. Lebensjahr von Ebengo Dawayon, einem Sologitarristen der Band „Watam“, unterrichtet. Seine erste eigene Single nahm er bereits 1953 mit „Watam“ auf; sie wurde ein Erfolg und er überredet, in Live-Shows aufzutreten. Ende der 50er war er, neben Dr. Nico, maßgebender Gitarrist der frühen kongolesischen Popmusik. Bereits 1956 spielte er mit dem zunächst mittelformatigen Orchestre Kinois Jazz, mit dem er den Rest seines Lebens zusammenarbeitete. O.K. Jazz, wie die Band abgekürzt wurde, stand als Verehrung an die Stadt Kinshasa, in der die Geschichte der kongolesischen Rumbamusik begann; 1957 spielte die Band aber in Brazzaville. Später wurde zusätzlich noch das Kürzel T.P. an den Namen angehängt. Das heißt „Tout puissant“, also: die „allmächtigen“. Als solche sollten er und T.P. O.K. Jazz im Laufe der Jahre in der Musikszene des Kongo wirken. Obgleich T.P. O.K Jazz keine Jazzmusik spielte, benutzte sie den Begriff Jazz, um zu zeigen, dass ihre Musik modern, kultiviert und gründlich unterhaltend war. Im Laufe der Jahrzehnte haben zahlreiche Musiker in der auf 23 Musiker anwachsenden Bigband gespielt, die später wie Essous, Wuta May, Fan Fan Josky oder Papa Noel eine zentrale Stellung einnahmen.
In den frühen Jahren spielte Franco vor allem eine schnelle Spielart der Rumba. Bald übernahm er Elemente einheimischer, auch traditioneller Musik. Mit der Zeit nahmen die Lieder eine andere Gestalt an. Im Format erinnern die Stücke ab den späten Siebzigern den Funk von James Brown: Sie verwenden einen sich wiederholenden, nie ermüdenden Riff und füllen auf dieser Basis oft eine halbe oder ganze LP-Seite.
Nicht immer hat Franco nur alleine gesungen, sondern häufig Lead- und Gastsänger in seinen Bands gehabt wie Simaro, Vicky Longomba, Sam Mangwana, Madilu System und sogar seinem Rivalen Tabu Ley Rochereau, mit denen er im Duett sang. Neben zahlreichen gut tanzbaren Rumba- und Soukous-Stücken, in denen er als Gitarrist zu hören war, sang er immer wieder schöne Balladen – meistens auf Lingála, aber manchmal auch in französischer Sprache. In seinen Songs widmete er sich der Beschreibung des afrikanischen Alltags, in der die Frau allgegenwärtig erschien – später kamen auch politische und satirische Stücke hinzu. „Le Grand Maître“, der große Meister, so lautet eines der Attribute, die ihm angeheftet wurden. Zwischen Guinea und Sambia, zwischen Kamerun und Kenia spielte er mit seinem Orchester die Kongo-Rumba, die bis zum Ende der 1980er Jahre als stärkster Konkurrent einheimischer Afropop-Stile die Tanzflächen, Radioprogramme und in regelmäßigen Abständen die Stadien füllte. In den letzten zehn Jahren seiner facettenreichen Karriere engte Franco seinen Blickwinkel allerdings zusehends ein. Anders als etwa Ray Lema oder Sam Mangwana arrangierte sich Franco mit dem klientelistischen System von Zaire.
Nach seinem Tod ordnete Präsident Mobutu Sese Seko 1989 für vier Tage Staatstrauer an.
Es kamen Gerüchte auf, wonach er an AIDS verstorben wäre, weil er die Gefahr dieser Epidemie für Afrika frühzeitig in seinem Song „Attention na sida“ angeprangert hat. Tatsächlich ist er aber an einem Leberleiden verstorben.

## Das Werk
Überschneidungen und Dopplungen nicht mitgezählt umfasst der musikalische Nachlass von Franco etwa 70 Alben. Fast alle sind vergriffen; nur ein Teil ist auf CD veröffentlicht worden. Bei den derzeit erhältlichen Tonträgern handelt es sich nach Einschätzung von Funkhaus Europa
teilweise um urheberrechtlich dubiose Veröffentlichungen.

## Diskographie (Auswahl)
- Franco: The Rough Guide To Franco
- Franco & Sam Mangwana et TP OK Jazz: For Ever